# Matt Redman

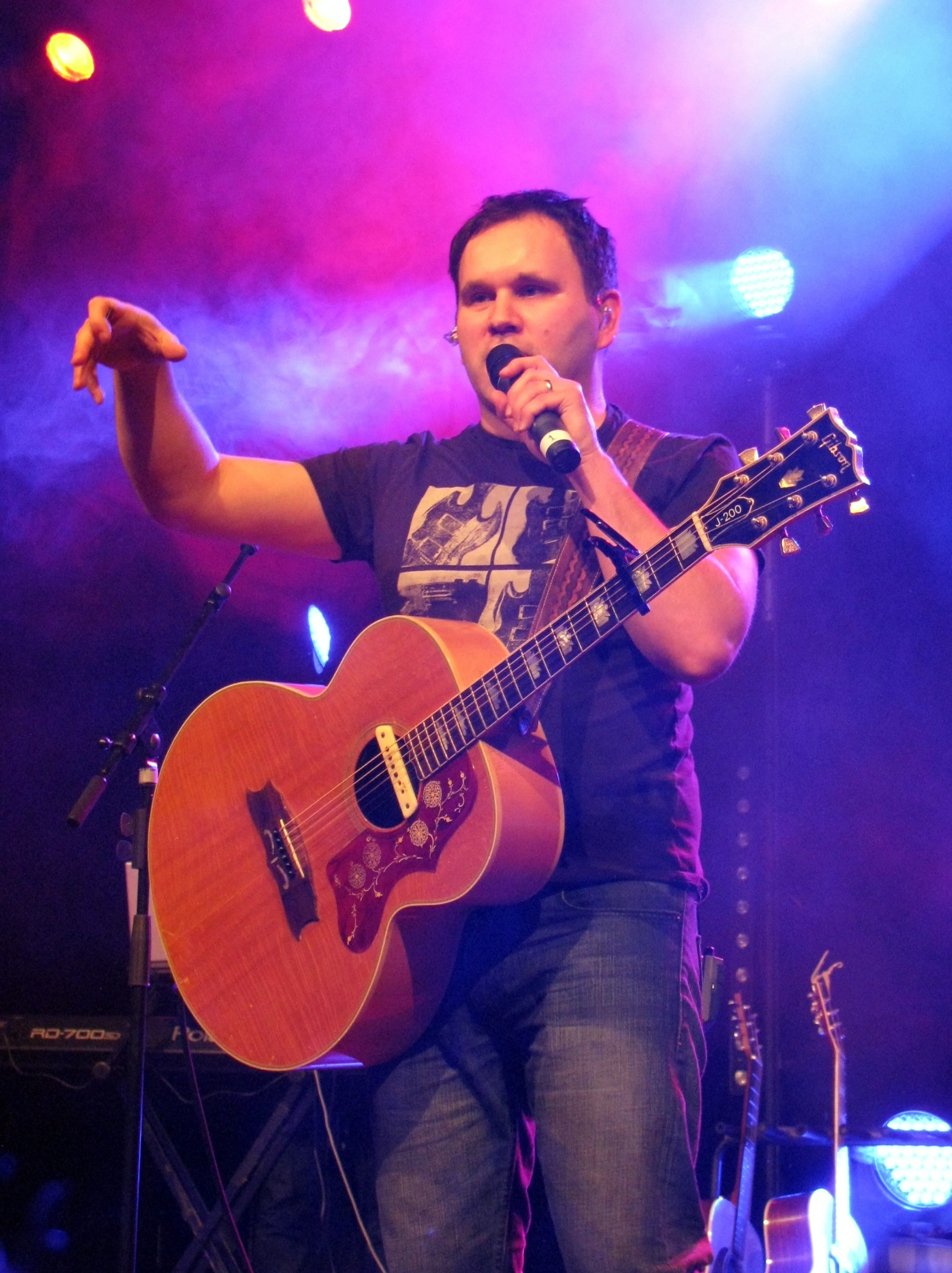
Matt Redman, 2010

Matt Redman (* 14. Februar 1974 in Watford) ist ein englischer Musiker, Songwriter und Lobpreisleiter.

## Leben und Wirken
Viele seiner Lieder (z. B. The Heart of Worship, Blessed Be Your Name, Once Again) werden – im Original oder als Übersetzung – in Gottesdiensten auf der ganzen Welt gesungen und wurden u. a. von Michael W. Smith und Rebecca St. James gecovert. Viele seiner neueren Songs hat Redman zusammen mit seiner Frau Beth geschrieben. Sein Lied 10,000 Reasons aus 2011 wird weltweit gesungen und steht seit langem in den CCLI Charts ganz oben.
Als Jugendlicher baute er an der Seite von Mike Pilavachi die Organisation Soul Survivor mit auf und leitete Lobpreis auf den jährlichen Soul Survivor Meetings sowie in der Kirche in Watford.
Redman ist außerdem Autor von drei Büchern über das Thema Lobpreis und Anbetung: ‚The Unquenchable Worshipper‘, ‚Facedown‘ und ‚Blessed Be Your Name‘. Letzteres schrieb er zusammen mit seiner Frau Beth.
Matt Redman lebt heute mit seiner Frau Beth und den Kindern Maisey, Noah, Rocco, Jackson und Levi in Burgess Hill (bei Brighton).
Er ist regelmäßig Künstler beim größten christlichen Musikfestival Europas, dem Big Church Day Out in Südengland Ende Mai. Auch in Deutschland und der Schweiz tritt er unregelmäßig auf, so in 2013 gemeinsam mit Martin Smith und im Mai 2022 zusammen mit den Casting Crowns.

## Erfolge
- Dove Award 2005 für Blessed Be Your Name (Worship Song of the Year)
- Grammy Award 2013 für 10,000 Reasons (Bless the Lord) (Beste Darbietung Gospel/christliche Popmusik)
- Grammy Award 2013 für 10,000 Reasons (Bless the Lord) (Bester Song der christlichen Popmusik)

## Diskografie

### Alben
| Jahr | Titel                                                 | Höchstplatzierung, Gesamtwochen, AuszeichnungChartplatzierungen (Jahr, Titel, Platzierungen, Wochen, Auszeichnungen, Anmerkungen) | Höchstplatzierung, Gesamtwochen, AuszeichnungChartplatzierungen (Jahr, Titel, Platzierungen, Wochen, Auszeichnungen, Anmerkungen) | Höchstplatzierung, Gesamtwochen, AuszeichnungChartplatzierungen (Jahr, Titel, Platzierungen, Wochen, Auszeichnungen, Anmerkungen) | Anmerkungen                                             |
| Jahr | Titel                                                 | UK | US | Christ | Anmerkungen                                             |
| ---- | ----------------------------------------------------- | --- | --- | --- | ------------------------------------------------------- |
| 2002 | Where Angels Fear to Tread                            | — | — | Christ38 (2 Wo.)Christ | Erstveröffentlichung: 23. Juli 2002                     |
| 2004 | Facedown                                              | — | — | Christ19 (3 Wo.)Christ | Erstveröffentlichung: 15. Juni 2004                     |
| 2005 | Blessed Be Your Name: The Songs of Matt Redman Vol. 1 | — | — | Christ41 (3 Wo.)Christ | Erstveröffentlichung: 19. Juli 2005                     |
| 2007 | Beautiful News                                        | — | US154 (1 Wo.)US | Christ8 (12 Wo.)Christ | Erstveröffentlichung: 26. Dezember 2006                 |
| 2009 | We Shall Not Be Shaken                                | — | US136 (1 Wo.)US | Christ13 (9 Wo.)Christ | Erstveröffentlichung: 25. August 2009                   |
| 2011 | 10,000 Reasons                                        | — | US60 Gold · (28 Wo.)US | Christ1 (93 Wo.)Christ | Erstveröffentlichung: 12. Juli 2011 Verkäufe: + 500.000 |
| 2012 | Sing Like Never Before: The Essential Collection      | — | — | Christ23 (21 Wo.)Christ | Erstveröffentlichung: 19. November 2012                 |
| 2013 | Your Grace Finds Me                                   | UK68 (1 Wo.)UK | US28 (2 Wo.)US | Christ1 (30 Wo.)Christ | Erstveröffentlichung: 24. September 2013                |
| 2015 | Unbroken Praise – At Abbey Road Studios               | UK58 (1 Wo.)UK | US50 (1 Wo.)US | Christ1 (21 Wo.)Christ | Erstveröffentlichung: 15. Juni 2015                     |
| 2016 | These Christmas Lights                                | — | — | Christ15 (10 Wo.)Christ | Erstveröffentlichung: 21. Oktober 2016                  |
| 2017 | Glory Song                                            | — | US128 (1 Wo.)US | Christ2 (2 Wo.)Christ | Erstveröffentlichung: 29. September 2017                |
| 2020 | Let There Be Wonder (Live)                            | — | — | Christ10 (1 Wo.)Christ | Erstveröffentlichung: 31. Januar 2019                   |

Weitere Alben
- 1993: Wake Up My Soul
- 1995: Passion for Your Name
- 1998: The Friendship and the Fear
- 1998: Intimacy; in den USA unter dem Namen The Heart of Worship veröffentlicht (1999)
- 2000: The Father's Song
- 2010: Ultimate Collection

### Singles
| Jahr | Titel Album                                                     | Höchstplatzierung, Gesamtwochen, AuszeichnungChartplatzierungen (Jahr, Titel, Album, Platzierungen, Wochen, Auszeichnungen, Anmerkungen) | Höchstplatzierung, Gesamtwochen, AuszeichnungChartplatzierungen (Jahr, Titel, Album, Platzierungen, Wochen, Auszeichnungen, Anmerkungen) | Anmerkungen           |
| Jahr | Titel Album                                                     | UK | Christ | Anmerkungen           |
| ---- | --------------------------------------------------------------- | --- | --- | --------------------- |
| 2006 | You Never Let Go Beautiful News                                 | — | Christ17 Gold · (18 Wo.)Christ | Verkäufe: + 500.000   |
| 2012 | Twenty Seven Million –                                          | UK12 (2 Wo.)UK | Christ45 (5 Wo.)Christ | mit LZ7               |
| 2012 | 10,000 Reasons (Bless the Lord) 10,000 Reasons                  | UK— SilberUK | Christ1 ×2Doppelplatin · (59 Wo.)Christ                                                                                                  | Verkäufe: + 2.200.000 |
| 2014 | Your Grace Finds Me                                             | — | Christ11 (26 Wo.)Christ |                       |
| 2014 | Lay Me Down –                                                   | — | Christ47 (2 Wo.)Christ | mit Chris Tomlin      |
| 2014 | Mercy Your Grace Finds Me                                       | — | Christ37 (8 Wo.)Christ |                       |
| 2015 | It Is Well With My Soul Unbroken Praise – At Abbey Road Studios | — | Christ34 (21 Wo.)Christ |                       |
| 2017 | His Name Shall Be These Christmas Lights                        | — | Christ35 (1 Wo.)Christ |                       |
| 2018 | Gracefully Broken Glory Song                                    | — | Christ18 (29 Wo.)Christ |                       |
| 2018 | O Little Town (The Glory of Christmas) These Christmas Lights   | — | Christ43 (1 Wo.)Christ |                       |
| 2020 | The Same Jesus Let There Be Wonder (Live)                       | — | Christ36 (7 Wo.)Christ |                       |

### Videoalben
- Facedown (DVD, 2004)

## Werke
- Gepriesen sei Dein Name. Matt Redman und Beth Redman. teamwork. 2006.
- facedown: Gottes Heiligkeit neu entdecken. Matt Redman und Ingo Schütz. Gerth Medien. 2005.
- Heart of Worship. Anbetung als Lebensstil. Matt Redman. Gerth Medien. 2002.
- 10000 Gründe (Original: 10,000 Reasons). Matt Redman und Craig Borlase, SCM R. Brockhaus, Witten 2017, ISBN 978-3-417-26811-9.